# طه عبدالرحمن

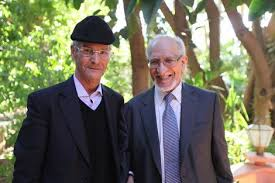
نگاره‌ای از طه عبدالرحمان (راست تصویر) - ۲۰۱۶

طه عبدالرحمان، فیلسوف مراکشی و متخصص در حوزه فلسفه، منطق، فلسفه زبان و منطق صوری است. او از مهمترین و پیشروترین فلاسفه مسلمان و عرب قرن بیستم محسوب می‌شود.او معتقد است مدرنیته میتواند در هر فرهنگی متفاوت باشد و به دنبال ایجاد یک مدرنیته اخلاقی و انسانی مبتنی بر ارزش ها و اصول اسلام است.

## زندگانی
وی در شهر جدیده تحصیلات ابتدایی خوداش را آغاز کرد. پس از آن برای ادامه تحصیل به شهر دار بیضاء رفت. وی توانست مدرک لیسانس خود را از دانشگاه محمد پنجم در شهر رباط در رشته فلسفه اخذ کند. وی برای ادامه تحصیل عازم دانشگاه سوربن شد و توانست از رساله اش در باب فلسفه زبان دفاع کند. وی همچنین رساله دکتری با عنوان استدلال حجاجی، طبیعی و نمونه‌های آن نگاشته‌است و در سال ۱۹۸۵ دومین مدرک دکترای خود را دریافت کرد.

### فعالیت‌های دانشگاهی
وی دروس منطق و فلسفه زبان را از سال ۱۹۷۰در دانشگاه محمد خامس رباط تدریس کرد تا سال ۲۰۰۵که از آن دانشگاه بازنشست شد. وی عضو جمعیت جهانی تحقیقات استنتاجی-قیاسی و نماینده آن در مراکش است.

## جوایز
وی دو بار موفق به دریافت جایزه کتاب سال مغرب شده‌است. در سال ۲۰۰۶ نیز موفق به دریافت جایزه آیسیسکو شده‌است. وی در سال ۲۰۱۴میلادی موفق به دریافت جایزه محمد سادس در زمینه تحقیقات اسلامی شده‌است.

## نقد عرفانی بر مدرنیته
وی یکی از منتقدان مدرنیته بر اساس نظریات عرفانی و اخلاقی است. طه عبدالرحمن در کتاب «روح مدرنیته؛ مدخلی به تأسیس مدرنیته اسلامی» به نظریه‌پردازی در باب تجددگرایی اسلامی پرداخته‌است.

## آثار
- زبان و فلسفه - رساله ای در باب ساختارهای زبانی برای مطالعه هستی (به زبان فرانسه)، 1979م.
- رساله ای در منطق استنتاج برهانی و طبیعی و مدل های آن (به زبان فرانسه)، 1985.
- منطق و علم نحو ظاهری ، 1985.
- درباره خاستگاه گفتگو وبازسازی الهیات اسلامی، 1987.
- عمل دینی و بازسازی ذهن، 1368.
- تجدید روش در ارزشیابی میراث فرهنگی [ویرایش اول، 1994]، ویرایش دوم، 2001.
- فقه فلسفه: 1-فلسفه و ترجمه، 1375.
- زبان و تعادل یا ضرب ذهنی، 1998.
- فقه فلسفه: 2- قول فلسفی، کتاب مفهوم و تفسیر، 1378ش.
- سوال اخلاقی: نقد اخلاقی مدرنیته غربی، 2000.
- گفتگوهایی برای آینده، 2000.
- حق عربی در تفاوتهای فلسفی، 2002.
- حق اسلامی در تفاوتهای فکری، 2005.
- روح مدرنیته. درآمدی بر استقرار مدرنیته اسلامی، 1385.
- مدرنیته و مقاومت، 1386.
- سوال عملی: تحقیق در مورد اصول عملی در اندیشه و علم، 1391.
- روح دین. از محدودیتهای سکولاریسم  تا ظرفیتهای اعتبار، 2012.
- گفتگو به عنوان افق فکر، 2013.
- فقر عرفی‌گرایی؛ نقد جداسازی اخلاق از دین 1393 (این کتاب که به نقد روسو، دورکیم، کانت و لوک فری می‌پردازد توسط سعید فتحعلی‌زاده ترجمه شده و دانشگاه باقرالعلوم ع با همکاری بوستان کتاب قم آن را چاپ کرده و به عنوان کتاب شایسته تحسین سال 1400 کتاب سال حوزه تقدیرنامه دریافت کرده است).
- سوال درسی: در افق ایجاد یک الگوی فکری جدید، 2015.
- فقدانهای پسا سکولار: نقد اعتباری خروج از اخلاق، 2016.
- از انسان ابتر تا انسان کوثر، ۱۳۹۵.
- دین حیا. از فقه امانتی تا فقه امانتی. 1- اصول اعتبار سنجی، بنیاد عرب برای اندیشه و خلاقیت، 1396.
- دین حیا. از فقه امانتی تا فقه امانتی. 2- چالش های اخلاقی انقلاب رسانه و ارتباطات، بنیاد عرب اندیشه و خلاقیت، 2017.
- دین حیا. از فقه امانتی تا فقه امانتی. 3- روح الحجاب، بنیاد عربی برای اندیشه و خلاقیت، 1396.
- پرسش از خشونت، بین امانتداری و گفتگو 2017.
- روزنه های ارتباط: رویکرد امانتدارانه به بحرانهای معاصر، 2018. به سه نزاع معاصر می‌پردازد «نزاع اسلامی اسرائیلی»، «نزاع اسلامی  اسلامی» و «نزاع عربی و عربی». سپس نظریه اخلاقی خود را که  «نظریه تعهد» مینامد،بیان میکند.
- مفاهیم اخلاقی بین امانتداری و سکولاریسم: 1- مفاهیم امانتداری، 2020.
- مفاهیم اخلاقی بین امانتداری و سکولاریسم: 2- مفاهیم سکولار، 2020.
- «تأسیس اعتباری علم مقاصد»، 1391.
- پرسش از زندگینامه فلسفی: تحقیقی در حقیقت اعتباری فلسفه، 2023.

## آثاری درباره او:
ابراهیم مشروح:  طه عبدالرحمن: قرائتی از پروژه فکری او، 1388.
بزبارا عبدالسلام: طه عبدالرحمن و نقد مدرنیته، 2011.
یوسف بن عدی: پروژه خلاقیت فلسفی عرب: قرائتی از آثار طه عبدالرحمن، 2012.
عباس ارحیله: فیلسوف در تقابل: قرائتی از اندیشه طه عبدالرحمن، 1392.
حمو النقری: منطق مدیریت اختلاف از طریق آثار طه عبدالرحمن، 2014.
محمد احمد الصغیر: عقلانیت مدرنیته پشتیبانی شده: برون پردازی های ساختارشکن در آثار طه عبدالرحمن، 2014.
عباس ارحیله: بین امانت و ضرانیه. بین طاها عبدالرحمن و عبدالله العروی، بنیاد عرب برای اندیشه و خلاقیت، 2016.
عبدالجلیل الغور: مفهوم فطرت در فلسفه طه عبدالرحمن، بنیاد عرب برای اندیشه و خلاقیت، 2017.
احمد مونا: مقدماتی بر تجدید علم اصول از نظر طه عبدالرحمن، بنیاد عرب برای اندیشه و خلاقیت، 2017.
عبدالمالک بومنجل: خلاقیت در مقابل پیروان. قرائتی در اندیشه طه عبدالرحمن، بنیاد عرب برای اندیشه و خلاقیت، 2017.
احمد کروم: میراث به گفته طاها عبدالرحمن، بنیاد عرب برای اندیشه و خلاقیت، 2018.
وائل حلاق: اصلاح مدرنیته. اخلاق و انسان جدید در فلسفه طه عبدالرحمن، ترجمه عمرو عثمان، شبکه عربی برای تحقیق و نشر، 2020.
محمد حصحاص و معتز الخطیب: ارائه و ویرایش، اخلاق اسلامی و نظام امانتداری: رویکردهایی در فلسفه طه عبدالرحمن، لیدن: بریل، 2020. به زبان عربی و انگلیسی.
لطه عبدالرحمن : تماس های خوبی با بازیگران بین المللی مرتبط با مطالعات اسلامی و گفتگوهای فکری دارد، از جمله مشارکت او در ابتکار کلمه مشترک.

## جوایز
جایزه کتاب مراکش
جایزه آسیسکو در اندیشه و فلسفه اسلامی در سال 2006 برای کتاب "مسئله اخلاق".
جایزه سلطان محمد ششم برای اندیشه و مطالعات اسلامی در سال 2014.
جایزه نجیب فاضل برای فرهنگ 2020.